# Le Grand Combat (film, 2012)
Pour les articles homonymes, voir Le Grand Combat.
Le Grand Combat est un court métrage muet et en 3D français réalisé par Jean-Nicolas Rivat, sorti en 2012.

## Synopsis
Ce film d'action raconte l'histoire de la lutte entre un homme reclus dans son appartement et d'un pigeon qui prend refuge sur le bord de sa fenêtre.

## Fiche technique

### Équipe
- Réalisation : Jean-Nicolas Rivat
- Assistant à la réalisation : Stéphane Avenard
- Assistants opérateurs : Adrien Latapie, Alix Vanoni
- Scénario : Jean-Nicolas Rivat
- Productrice déléguée : Tamara Setton
- Distributeur : Cédric Gonella
- Directrice de production : Sophie Lixon
- Photographie : Christophe Grelié
- Montage : Benoît Salomon
- Musique : David Reyes
- Scripte : Catherine Bijon
- Costumes : Suen Mounicq
- Décorateur : William Abello
- Son : Nicolas Joly
- Effets visuels : Fabienne Delaleau
- Mixeur : Julien Perez

### Informations techniques
- Titre : Le Grand Combat
- Titre alternatif USA : The Big Showdown
- Société de production : C Ton Film Productions
- Société de distribution : Gonella Productions
- Société pour le relief : Binocle 3D
- Genre : court métrage muet et en 3D
- Sous-genres : comédie noire
- Durée : 20 minutes 52 secondes[2]
- Pays :  France
- Date de sortie : 2012

## Distribution
- Carlo Brandt : Norbert

## Tournage
Le tournage a eu lieu en juin 2012 à Paris. La société spécialisée Binocle 3D utilisa un rig BIII et avait monté 2 RED Epic dotées d’optiques 16 X 42 Optimo de chez Alga-Panavision.

## Distinctions

### Nominations
- nomination au "3D Stereo Media" de Liège 2012[4]
- nomination au « Festival international du film de Shanghai 2013 »[5]
- nomination au « Beyond Festival 2013 » à Karlsruhe[3]
- nomination au "Festival du Film 3D" de Grenoble 2013[4]
- nomination au « First Glance Film Festival 2013 » à Philadelphie[3]
- nomination au "3DFF" de Los Angeles, 2013
- nomination au « Festival Dimension 3 » à Paris en 2013[6]
- nomination au « Festival international du film d'Aubagne 2013 »[7]
- hors-compétition « Festival Premiers Plans d'Angers 2013 », sélection « court-métrage 3D relief »[8]
- nomination au « 3D Movie Festival 2013 » à Los Angeles[3]
- nomination au festival "Effets Stars" à Aigues-Mortes en 2014, sélection « film 3D relief »

### Récompenses
- meilleur film 3D au « Hollyshorts Film Festival 2013 » à Hollywood[3]
- meilleur film au « 3D Korea International Film Festival 2013 » à Séoul[9]
- meilleur film 3D au « 10e Festival international du film de Naoussa » en 2013 (Grèce)[3]